# MASE
Manufacture d'Autos, Outillage et Cycles war ein französischer Hersteller von Automobilen und Fahrrädern.

## Unternehmensgeschichte
René Le Grain Eiffel, Enkel von Gustave Eiffel, gründete 1921 das Unternehmen in Saint-Étienne und begann mit der Produktion von Automobilen. Der Markenname lautete MASE. Der Konstrukteur war Nemorin Causan. Ende 1924 übernahm Herr Degoutte die Produktion. 1925 endete die Produktion.

## Fahrzeuge
Das Unternehmen stellte Kleinwagen her. Zur Auswahl standen zunächst zwei Modelle mit eigenem Vierzylindermotoren mit OHV-Ventilsteuerung, die über 904 cm³ und 1108 cm³ Hubraum verfügten. Ab 1924 stand ein Einbaumotor von CIME mit 1098 cm³ Hubraum zur Verfügung. Laut anderen Quellen waren auch ein eigener Motor mit 995 cm³ Hubraum sowie Einbaumotoren von Ruby mit 995 cm³ und 1100 cm³ Hubraum lieferbar.